# Liste der Monuments historiques in Ambérieux-en-Dombes
Die Liste der Monuments historiques in Ambérieux-en-Dombes führt die Monuments historiques in der französischen Gemeinde Ambérieux-en-Dombes auf.

## Liste der Bauwerke
| Bezeichnung | Beschreibung              | Standort | Kennzeichnung | Schutzstatus   | Datum     | Bild           |
| ----------- | ------------------------- | -------- | ------------- | -------------- | --------- | -------------- |
| Burg        | Erbaut im 15. Jahrhundert | (Lage)   | PA00116290    | Classé Inscrit | 1905 2019 | weitere Bilder |

## Liste der Objekte
- Monuments historiques (Objekte) in Ambérieux-en-Dombes in der Base Palissy des französischen Kultusministeriums